# Tour Over Europe 1980
Tour Over Europe 1980 е последното концертно турне на английската рок група Лед Зепелин. То започва на 17 юни и приключва на 7 юли 1980 г. Десет от концертите са в Германия, а останалите – в Брюксел, Виена, Ротердам и Цюрих.

## История
Това е първата серия от концерти след фестивала в Небуърт (Великобритания) – 1979 г. Неохотата на Робърт Плант да пътува в САЩ, както и желанието на групата да разсее негативните публикации в пресата, преследаващи я на Острова, водят до компромисното решение Питър Грант да организира кратко турне в Европа. Целта му е вокалистът, бидейки отново на път, да събуди у себе си ентусиазма за по-продължителни концертни изяви отвъд океана. За предстоящия тур групата репетира в лондонските зали Rainbow Theatre и Vitoria Theatre, а след това в Shepperton Studios, Middlesex.
На турнето Лед Зепелин свири на малки места със скромна сцена и осветление. Липсва усещането за грандиозност както при последните им обиколки. Сетлистите също са съкратени, с около двучасово шоу, като по-дългите композиции No Quarter и Moby Dick са изхвърлени от сетлиста. Последният албум „In Through the Out Door“ е слабо представен. Началото на концертите е с Train Kept A-Rollin’, песен, неприсъствала в сетовете от 1969 г. Турнето е почти неотразено в пресата.
Обиколката преминава в атмосфера на висок дух и шеговитост, като дори Джими Пейдж представя от сцената групата и себе си, което не се е случвало в 12-годишната им кариера. Не липсват и изпитания. На 26 юни във Виена, по време на White Summer, Пейдж е уцелен в лицето с пиратка и концертът е прекъснат. Организаторът моли виновника да излезе на сцената и да се извини. След известно забавяне групата свири Kashmir и приключва шоуто. На 27 юни в Нюрнберг след третата песен Джон Бонъм припада на сцената и е откаран в болница. Според пресата, това е в резултат на свръхдоза, но групата отрича, като отбелязва, че Бонзо просто е прекалил с храната.
Постерът за турнето анонсира втори концерт в Берлин (на 8 юли), но той така и не се осъществява. Ден преди това  е последното изпълнение на групата пред публика в оригинален състав, а Whole Lotta Love – последната песен.
Джон Пол Джоунс:
„Имаше приповдигнато настроение по време на обиколката. Влиянието на пънка не подмина и нас, тъй че доста поорязахме материала за лайфовете. Макар да помнехме какво точно да свирим, музикално го давахме неглиже (‘А, да, тука май правехме това и това’). Всичко бе подготовка за втория рунд. По времето, когато Джон (Бонъм) си отиде, всеки от нас беше готов да започне отначало. Той почина на репетиции за американското турне.“.

## Записи
Всички концерти от тура са издадени в 26-дисков бокс на буутлег-лейбъла Tarantula както и поотделно около 1996 г. – 1997 г. Повечето са пълни и са записани директно от пулта, а тези във Виена и Мюнхен – от публиката. От концерта в Ротердам липсват първите 4 песни, но има пълен запис от зрители.

## Видео
На официалния сайт на групата има 8 милиметрови филми от шоутата в Ротердам, Цюрих и Мюнхен.

## Списък на песните
1. Train Kept A-Rollin' (Брадшоу, Кей, Ман)

2. Nobody's Fault but Mine (Пейдж, Плант)

3. Black Dog (Джоунс, Пейдж, Плант)

4. In the Evening (Джоунс, Пейдж, Плант)

5. The Rain Song (Пейдж, Плант)

6. Hot Dog (Пейдж, Плант)

7. All My Love (Джоунс, Плант)

8. Trampled Under Foot (Джоунс, Пейдж, Плант)

9. Since I've Been Loving You (Джоунс, Пейдж, Плант)

10. Achilles Last Stand (Пейдж, Плант) (неизпълнявана на 26 юни и 7 юли)

11. White Summer/Black Mountain Side (Пейдж)

12. Kashmir (Бонъм, Пейдж, Плант)

13. Stairway to Heaven (Пейдж, Плант)

Бисове:
- Rock and Roll (Бонъм, Джоунс, Пейдж, Плант)
- Whole Lotta Love (Бонъм, Dixon, Джоунс, Пейдж, Плант) – 17, 20, 26 и 30 юни; 2, 5 (със Саймън Кърк на барабаните) и 7 юли.
- Heartbreaker (Бонъм, Джоунс, Пейдж, Плант) – 17, 21 и 29 юни
- Communication Breakdown (Бонъм, Джоунс, Пейдж) – 18, 23 и 24 юни; и 3 юли
- Money (That's What I Want) (Горди Брадфорд) – 30 юни (с Филип Карсън на бас китарата)

## Дати
| Дата        | Град      | Държава     | Място               |
| ----------- | --------- | ----------- | ------------------- |
| 17 юни 1980 | Дортмунд  | Германия    | Westfalenhallen     |
| 18 юни 1980 | Кьолн     | Германия    | Sporthalle          |
| 20 юни 1980 | Брюксел   | Белгия      | Vorst Nationaal     |
| 21 юни 1980 | Ротердам  | Нидерландия | Ahoy Rotterdam      |
| 23 юни 1980 | Бремен    | Германия    | Stadthalle          |
| 24 юни 1980 | Хановер   | Германия    | Messehalle          |
| 26 юни 1980 | Виена     | Австрия     | Wiener Stadthalle   |
| 27 юни 1980 | Нюрнберг  | Германия    | Messezentrum Halle  |
| 29 юни 1980 | Цюрих     | Швейцария   | Hallenstadion       |
| 30 юни 1980 | Франкфурт | Германия    | Festhalle Frankfurt |
| 2 юли 1980  | Манхайм   | Германия    | Eisstadion          |
| 3 юли 1980  | Манхайм   | Германия    | Eisstadion          |
| 5 юли 1980  | Мюнхен    | Германия    | Olympiahalle        |
| 7 юли 1980  | Берлин    | Германия    | Eissporthalle       |